# Saison 16 des Enquêtes de Murdoch
Chronologie
Saison 15 Saison 17
La seizième saison des Enquêtes de Murdoch est constituée de vingt-quatre épisodes. France 3 débute la diffusion des inédits le lundi 14 juillet 2025 à 1h du matin, à raison de 4 épisodes par soirée.

## Distribution

### Acteurs principaux
- Yannick Bisson (VF : Jean-Philippe Puymartin) : Détective William Murdoch
- Thomas Craig (VF : Patrice Dozier) : Inspecteur Thomas Brackenreid
- Jonny Harris (VF : Luc Arden) : Agent George Crabtree
- Hélène Joy (VF : Dominique Westberg) : Dre Julia Ogden
- Lachlan Murdoch (VF : Philippe Bozo) : Agent Henry Higgins

### Acteurs récurrents
- Arwen Humphreys (VF : Marie-Laure Dougnac) : Margaret Brackenreid (9 épisodes)
- Daniel Maslany (VF : Christophe Lemoine) : Inspecteur Llewellyn Watts (8 épisodes)
- Bea Santos (VF : Cindy Tempez) : Louise Cherry (4 épisodes)
- Shanice Banton (VF : Fily Keita) : Violet Hart (20 épisodes)
- Clare McConnell (VF : Kahina Tagherset) : Effie Newsome (10 épisodes)
- Christopher Jones : Bobby Brackenreid (2 épisodes)
- Jesse LaVercombe (en) (VF : Clément Moreau) : Jack Walker (2 épisodes)
- Samantha Walkes (VF : Aurélie Konaté) : Cassiopeia Bright (5 épisodes)
- James Graham (VF : Laurent Maurel) : Arthur Carmichael (3 épisodes)
- Paul Irving : Sergent de bureau Paul (2 épisodes)
- Sarah Booth : Abigail Prescott (4 épisodes)
- Amos Crawley : Alderman Prescott (3 épisodes)
- Roger Cross : Maurice Majors (4 épisodes)
- Mark Taylor (en) : Isaiah Buchanan (3 épisodes)

### Invités
- Kennedy Bre Hall / Quinn Rae Hall : Susannah Murdoch
- Peter Stebbings (VF : Alexis Victor) : James Pendrick
- Peter Keleghan (VF : Lionel Henry (acteur)) : Terrence Meyers
- Matthew Bennett (VF : Bertrand Liébert) : Allen Clegg
- Erin Agostino (VF : Victoria Grosbois) : Nina Bloom
- Brendan Murray (VF : Damien Boisseau) : Frank Rhodes
- Giacomo Gianniotti : Leslie Garland
- Nathan Hoppe : Agent McNabb
- Neil Babcock : William Harley
- Matthew Tissi : Arthur Davidson
- Seán Cullen (en) : Rudyard Kipling
- Alison Louder : Lucy Maud Montgomery
- Kate Campbell : Edith Wharton
- Adam Butcher : Norman Bean / Edgar Rice Burroughs
- John Tench : Alexander Graham Bell
- Brian Paul : Wilfrid Laurier
- Darryl Pring : William Howard Taft
- Jamie Thomas King : George V
- Tony Ofori : John Armstrong Howard (en)
- Adam Maros : Walter Knox (en)
- Lorenzo Damiani : Edward Archibald
- Alyssa Gervasi : Myrtle Cook
- Chris Hadfield : lui-même

## Liste des épisodes
1. Zombie et Prophétie, 1ère partie
2. Zombie et Prophétie, 2ème partie
3. Le congrès des écrivains
4. Des jeunes femmes pleines d'avenir
5. L'ivresse de la vitesse
6. Crime contre nature
7. La mort frappe en silence
8. Le retour du clown tueur
9. Lune de miel dans le Hampshire
10. En route vers les J.O.
11. Mort à l'arrivée
12. La Jument de porcelaine
13. Vengeance tardive
14. La fin du monde
15. Rompre les rangs
16. Un fantôme du passé
17. Balade du gentleman Jones
18. Vertu et vice
19. Vérité sur l'affaire Abigail Prescott
20. Une vieille connaissance
21. Meurtre en si bémol mineur
22. Fragrance et Sentiments
23. Le nouvel inspecteur en chef, 1ère partie
24. Le nouvel inspecteur en chef, 2ème partie

### Épisode 1: Zombie et Prophétie, 1ère partie
- Canada : 12 septembre 2022 sur CBC
- France : 14 juillet 2025 sur France 3

- Amy Stewart : Millie Montgomery
- Ryan Rosery : Trevor
- Marvin Kaye : Raymond Fielding
- Steven Yaffee : Watkins
- Siobhán McSweeney : Tante Laurier-Rose
- Nora Sheehan : Tante Chrysanthème
- Fode Bangoura : Neville
- Sean Cage : Tim
- George Kash : Fabricant de bagels
- Phi Huynh : Fossoyeur #1
- Jordan Heron : Fossoyeur #2
- Mehron Halitsky : Ouvrier d'entrepôt #1
- Houstan Wong : Ouvrier d'entrepôt #2

### Épisode 2: Zombie et Prophétie, 2ème partie
- Canada : 19 septembre 2022 sur CBC
- France : 14 juillet 2025 sur France 3

- Marvin Kaye : Raymond Fielding
- Steven Yaffee : Watkins
- Siobhán McSweeney : Tante Laurier-Rose
- Nora Sheehan : Tante Chrysanthème
- Peter Tufford Kennedy : Grady
- Sean Cage : Tim
- Daniel Matmor : Prêteur sur gage

### Épisode 3: Le congrès des écrivains
- Canada : 26 septembre 2022 sur CBC
- France : 14 juillet 2025 sur France 3

- Natalie Lisinska : Gilian Pope
- Stephen Chambers : Alfred Pope
- Ross Morgan / Morgan Cameron Ross : Robin Moss
- Luke Charles : Barman

### Épisode 4: Des jeunes femmes pleines d'avenir
- Canada : 3 octobre 2022 sur CBC
- France : 14 juillet 2025 sur France 3

- Perrie Voss : Scarlett Blaze
- Somkele Iyamah-Idhalama : Randy Potts
- Rashaana Cumberbatch : Edie Sweet
- Tom Barnett : Sebastian Glover / Dr. Reid
- Helen Johns : Mme. Reddick
- Craig Henderson : Mr. Reddick
- Stephanie Belding : Infirmière Kate Sullivan
- Sonia Dhillon Tully : Mme. Parsons
- Derek Boyes : Mr. Duncan
- Kate Corbett : Mme. Hadley
- Mike Kazarian : Richard Hadley
- Bruce Hunter : Mr. Trombey
- Kabriel Lilly : Femme

### Épisode 5: L'ivresse de la vitesse
- Canada : 10 octobre 2022 sur CBC
- France : 21 juillet 2025 sur France 3

- Nia Cummins : DeeDee Drummond
- Brennan Martin : Ellsworth Drummond
- Dan Redican : Bertram Estherhalt
- Blair Kincaid : Coulter
- Harrison Browne : Fink

### Épisode 6: Crime contre nature
- Canada : 17 octobre 2022 sur CBC
- France : 21 juillet 2025 sur France 3

- Christopher Heyerdahl : Jebediah Friessen
- Sharron Matthews : Marta Friessen
- Geoffrey Pounsett : Abraham Friessen
- Liam Green : Mervin Friessen
- Maja Packer : Agnes Friessen
- Vickie Papavs : Esther Friessen
- Brooklyn Belcher : Edna Friessen
- Alanis Peart : Sadie Jutzi
- Natalie Morgan : Ida Doerksen
- Claire Nicola Guadagni : Ruth
- Oliver Atherton : Enoch Snider

### Épisode 7: La mort frappe en silence
- Canada : 24 octobre 2022 sur CBC
- France : 21 juillet 2025 sur France 3

- Jeffrey Wetsch : Calvert Weston
- Brendan McMurtry-Howlett : Rupert Lamar
- Jamillah Ross : Ida Clark
- Joshua Graham : Grant Taylor
- Dylan Taylor : Agent Felder
- Ryan Sheedy : Agent Evans
- Matthew Rogers : Soldat de Columbia
- Nicole Passmore : Standardiste

### Épisode 8: Le retour du clown tueur
- Canada : 31 octobre 2022 sur CBC
- France : 21 juillet 2025 sur France 3

- Lyla Porter-Follows : Leigh Iverson
- Munro Chambers : Claude Cordier
- Bo Martynowska : Alma Greenway
- Debra Stables : Catherine Canmore
- Kristen Kurnik : Frances Turner
- Ryan Sheedy : Agent Evans
- Jamie Lauren : Heather Iverson
- Kae Walker : Evelyn
- Joe Bostick : Jack Richards
- Russell Barney : Enfant avec le masque de clown

### Épisode 9: Lune de miel dans le Hampshire
- Canada : 7 novembre 2022 sur CBC

- Grahame Wood : Mr. Hathaway
- Jamie Thomas King : Ernest Castle
- Tony Nappo (en) : Dr. Gordon Bellows / Elijah Biggerstaff
- Simon Phillips (en) : Wadsworth
- Cynthia Ashperger : Zlata
- Tracy Michailidis : Bernadette Childs
- Lindsay Leese : Nellie Alcock
- Zachary Amzallag : Marcel
- Brad Borbridge : Rupert

### Épisode 10: En route vers les J.O.
- Canada : 14 novembre 2022 sur CBC

- Joey Belfiore : Timothy Irons
- David Keeley : Mr. Kolt Irons
- James Gangl : Coach June Kittering
- Julia Tomasone : Iggy Roswell
- Andre De Grasse : Demarc Anderson
- Daniel Gravelle : Scotty Scorch
- James Madge : Journaliste

### Épisode 11: Mort à l'arrivée
- Canada : 21 novembre 2022 sur CBC

- Krista Bridges : Deliah
- Richard Zeppieri : Homme de la Main Noire
- Michael Hough : Gordon Williams
- Neil Crone : Procureur de la Couronne Alister Gordon
- Milton Barnes : Propriétaire du magasin
- Myrthin Stagg : Betsy Warren
- Lyon Smith : Nigel Bent
- Rachel Cantin : Louella Bent
- Matt Willis : Callum
- John Balabik : Benedict Evers

### Épisode 12: La Jument de porcelaine
- Canada : 2 janvier 2023 sur CBC

- Tess Degenstein : Diana Vermont
- Elias Zarou : Prêteur sur gage
- Juan Carlos Velis : Shep
- Ayinde Blake : Mink
- Alex McCooeye : Johnny
- Jesse Buck : Leonard
- Jamie Robinson : Mr. Talman
- Jeff Irving : Nathan Fine
- Michael Ayres : Mr. Holly
- Roger Clown : Cireur de chaussures
- Nick Flanagan : Milton Cone / Rankins

### Épisode 13: Vengeance tardive
- Canada : 9 janvier 2023 sur CBC

- Ray Galletti : Détective Romer
- Brendan Wall : Inspecteur Decker
- Ric Reid : Chef de la police

### Épisode 14: La fin du monde
- Canada : 16 janvier 2023 sur CBC

- Dan Beirne : Ian Vagle
- Steffi DiDomenicantonio : Melody Struthers
- Rod Wilson : Mason Bartman
- Hannah Spear : Ernestine Sandford
- Sean Rey : Kenvyn Wiley
- Alison Smiley : Astronome amateur

### Épisode 15: Rompre les rangs
- Canada : 23 janvier 2023 sur CBC

- Hannah Galway : Ellen Kirby
- Jonathan Goad : Colonel Michaels
- James Gerald Hicks : Robert Walsh
- Nik Salt : John Walsh
- Niamh Carolan : Maggie Drew
- Mike Shara : Dr. Grainger
- Robert Ifedi : Recrue
- Roland Piers : David Symington

### Épisode 16: Un fantôme du passé
- Canada : 6 février 2023 sur CBC

- Bridget Ogundipe : Marie La Jeunesse
- Arnold Pinnock (en) : Leo O'Rourke
- Tim Campbell : Donald Hawkins
- Randal Edwards : Père Crowley
- Grant Nickalls : Cyril Phillpott
- Cassidy Little : Stanley Mead
- Adrian Truss : Arbitre Malone
- Kyle Meagher : Jeune Billy Murdoch
- Nayo Sasaki-Picou : Jeune Marie La Jeunesse
- Quenton Rose : Jeune Leo O'Rourke
- Alex Hrgetic : Jeune Stanley Mead
- Scott Gemmell : Jeune Ben Hawkins
- Liam Lynch : Jeune Donald Hawkins

### Épisode 17: La Ballade de Gentleman Jones
- Canada : 13 février 2023 sur CBC

- Gordon Hecht : Owen Jones
- Scott Edgecombe : Hitch
- Josh Cruddas : Pasty
- Claire Armstrong : Gert Dotson / Sleepy Joe
- Deshay Padayachey : Mr. Huxley
- Dayton Sinkia : Mutt
- Sean Jones : Taureau ferroviaire
- Anthony Massullo : Murphy

### Épisode 18: Vertu et vice
- Canada : 20 février 2023 sur CBC

- Jordan Pettle : Inspecteur McCrae
- Jesse Camacho : Gregory Berkshire
- Lara Jean Chorostecki : Sydney Finch
- Taras Lesiuk : Trevor Bishop
- Greg Campbell : Juge
- Pip Dwyer : Desdémone
- David Gudjonsson : Gunnar Björnsson
- David Benjamin Tomlinson : Phillip Bland
- Lizzie Moffatt : Réceptionniste de l'hôtel
- Matt John Evans : Procureur de la Couronne

### Épisode 19: Vérité sur l'affaire Abigail Prescott
- Canada : 27 février 2023 sur CBC

- Mike McPhaden : Walter Johnson
- Jordan Pettle : Inspecteur McCrae
- Steve Cumyn : Joseph Hymus
- Gavin Pounds : Barnaby Wright
- Jeff Yung : David Potter
- Sally Cahill : Mme. Delafonte
- Bella Caballero : Betty
- Matt John Evans : Procureur de la Couronne
- Patrick Collins : Chauffeur
- Precious Chong : Mme. Lipknow
- Greg Campbell : Juge
- Amber Cull : Bethany
- David Gudjonsson : Gunnar Björnsson

### Épisode 20: Une vieille connaissance
- Canada : 6 mars 2023 sur CBC

- Laura Ann Egan : Mme. Phyllis Hymus
- Christina Fox : Lauren Hymus
- Cynthia Jimenez-Hicks : Jane March
- Marium Carvell : Sarah Green
- Steve Cumyn : Joseph Hymus
- Stephen Kalyn : Chick Harris
- Megan Dallan : Penny Harris
- Emidio Lopes : Nathaniel Woodson
- Kyle Bailey : Ralphie Dawson
- Gabriel Davenport : Irving Chapman

### Épisode 21: Meurtre en si bémol mineur
- Canada : 20 mars 2023 sur CBC

- Cynthia Dale : Barbara Serrano
- Amani Almubasher : Hania Ahmad
- Douglas Nyback : Gregory Kriegoff
- Daniel Brière : Victor Serrano
- Kris Holden-Ried : Herbert Block
- Marty Lindquist : Richard Zavrazin
- Daniel Henkel : Donald Joseph
- Mike Mitton : Mr. Cleavy
- Dorothy A. Atabong : Mme. Kelley
- Gustavo Gimeno : Conducteur (non-crédité)

### Épisode 22: Fragrance et Sentiments
- Canada : 27 mars 2023 sur CBC

- Cyrus Lane : Rupert Newsome
- Ellie Ellwand : Meredith Cane
- Sidney Leeder : Rosalind Plum
- Ellen Denny : Audrey Spinner
- Daniella Forget : Gretchen Hall
- Tim Machin : Mr. Trivelle
- Terry Jones : Patrick Branch
- Sydney Topliffe : Eunice Webb
- Mitchell Court : Mr. Laurent
- Georgie Murphy : Angela Hall

### Épisode 23: Le nouvel inspecteur en chef, 1ère partie
- Canada : 3 avril 2023 sur CBC

- Ben Sanders : Inspecteur Edwards
- Sebastian Spence : Allen Templeton
- Dana Puddicombe : Mme Langley
- Laurie Murdoch : Melvin Banks
- Jamie Robinson : Mr. Talman
- Carson Durven : Réceptionniste de l'hôtel
- Kenzie Delo : Agent Tucker
- Justin Miller : Homme à la fête

### Épisode 24: Le nouvel inspecteur en chef, 2ème partie
- Canada : 10 avril 2023 sur CBC

- Dale Samms : Mr. Bently
- Jeff Kassel : Mr. Quinton
- Ben Sanders : Inspecteur Edwards
- Sarah Gnocato : Mathilda Crisp
- Laurie Murdoch : Melvin Banks
- Steve Switzman : Thaddeus Monk
- Amber Cull : Bethany
- Michal Grzejszczak : Jerome
- Robin Archer : Mr. Colwin
- Ian MacPherson (en) : Agent Ripley
- Kenzie Delo : Agent Tucker
- Francis Melling : Anarchiste